# Perillula reptans
Perillula es un género monotípico perteneciente a la familia Lamiaceae. Su única especie: Perillula reptans, es originaria de Japón (incluidas las Islas Ryukyu).

## Taxonomía
Perillula reptans fue descrita por Carl Johann Maximowicz y publicado en Bulletin de l'Academie Imperiale des Sciences de St-Petersbourg 20: 463. 1875.